# آن هاستينجس
آن هاستنجس (ستافورد سابقًا) (1483–1544) صغرى بنات هنري ستافورد الدوق الثاني لباكينغهام وكاثرين وودفيل، والتي كانت علاقتها بالملك هنري الثامن ملك إنجلترا مثار فضيحة جنسية في البلاط الملكي الإنجليزي عام 1510.

## النشأة
ولدت آن عام 1483 في آشبي، ليسترشير، إنجلترا. في عام مولدها، أعدم الملك ريتشارد الثالث ملك إنجلترا والدها بتهمة الخيانة. والدتها كاثرين، هي الشقيقة الصغرى للملكة إليزابيث وودفيل قرينة الملك إدوارد الرابع ملك إنجلترا، التي تولت تربية آن حتى زواجها عام 1503.
أشقاء آن هم إدوارد ستافورد الدوق الثالث لباكينغهام، وهنري ستافورد الإيرل الأول لويلتشير، وإليزابيث ستافورد كونتيسة ساسكس.

## الزواج والأبناء
تزوجت آن مرتين، الأولى عام 1503 للسير والتر هربرت ابن ويليام هربرت الإيرل الأول لبيمبروك، ولم ينجب من هذا الزواج، حيث توفي زوجها في 16 سبتمبر 1507.
زوجها الثاني كان جورج هاستنجس الإيرل الأول لهنتنجدون اللذان تزوجا في ديسمبر 1509، ولهم ثمانية أبناء:
- فرانسيس الإيرل الثاني لهنتنجدون (1514 - 25 يناير 1569).
- ويليام.
- كاثرين.
- السير توماس.
- إدوارد.
- هنري.
- ماري.
- دوروثي.

## في الدراما
مثلت آنا بريوستر دور آن هاستنجس في حلقتين من مسلسل أسرة تيودور عام 2007. وقع المسلسل في خطأ تاريخي حيث صور آن كإبنة لدوق باكينغهام الثالث - في الواقع هي ابنة الدوق الثاني وشقيقة الدوق الثالث - وأنها كانت ليست على علاقة بالملك، وإنما مع تشارلز براندون الزوج المستقبلي لشقيقة الملك ماري تيودور. كما كانت آن إحدى شخصيات رواية فيليبا غريغوري «الأميرة المخلصة».